# France Bloch-Sérazin
France Bloch, conocida como France Bloch-Sérazin y apodada Claudia en la clandestinidad, nacida Françoise Bloch (París, 21 de febrero de 1913-Hamburgo, Alemania, 12 de febrero de 1943), fue una militante comunista francesa, perteneció a la resistencia durante la Segunda Guerra Mundial.

## Biografía

### Juventud
Bloch fue hija del escritor Jean-Richard Bloch y Marguerite Herzog, sobrina del escritor André Maurois. Se formó en La Mérigote cerca de Poitiers, donde realizó sus estudios de secundaria y obtuvo una licenciatura en química por la Universidad de Poitiers, después de haber dudado entre química, literatura y filosofía.
En octubre de 1934, entró a trabajar en el laboratorio del profesor Georges Urbano de la Escuela nacional superior de química de París donde conoció a Marie-Élisa Nordmann-Cohen. Ese año comenzó a militar en el Partido comunista, en el distrito 14 de París, y, entre otras, realizó acciones de apoyo a la República española. En junio de 1940 la Red de Museos del Hombre publicó el poema de Rudyard Kipling If, que su tío André Maurois tradujo del inglés como: Serás un hombre, hijo mío.

### Resistencia
Después del establecimiento del régimen de Vichy fue expulsada del laboratorio donde trabajaba por ser judía y comunista, y tuvo que dar clases particulares para poder vivir. En 1941, se unió al Laboratorio de la Identidad Judicial de la Prefectura de París, en la calle Quai des Orfèvres.
Participó en los primeros grupos de resistencia comunista de disidentes y partisanos dirigidos por Raymond Losserand, futuro comandante de las Fuerzas Francesas del Interior, y estableció un pequeño y rudimentario laboratorio de química en su apartamento de dos habitaciones en la avenida Debidour, en la casa del combatiente de la resistencia nacido en Hamburgo, Theo Kroliczek, cerca de la Plaza del Danubio en el distrito 19. En colaboración con el coronel Dumont de la Organización Especial, fabricó los explosivos que serían utilizados durante la oleada de atentados organizados a partir de agosto de 1941 por los batallones de jóvenes, bajo el mando del coronel Fabien, Gilbert Brustlein y Fernand Zalkinow. Marcel Paul habló del coraje de esta mujer de 1,57 m de altura que se parecía a Sarah Bernhardt y que participó en las operaciones contra la fábrica alemana de cartón en Saint-Ouen, los ferrocarriles, un poste estratégico en Orleans y ochenta caballos que fueron envenenados con estricnina. El 11 de febrero de 1942, Yves Kermen cogió el metro para encontrarse con ella en la estación Quai de la Rapée. Viendo que la habían detenido dos policías, abrió fuego, hirió a un policía en la pierna y permitió que Bloch huyera en el tren que salía. Él fue arrestado.

### Detención
Tras los juicios del Palacio Bourbon y de la Fundación de la Química, fue detenida por la policía francesa con 68 compañeros el 16 de mayo de 1942, antes de que el coronel Fabien, ahora coronel Henry, hiciera explotar el generador de las fábricas Lip, requisado por los alemanes en Besançon el 14 de julio. Tres días antes de su arresto, Bloch vio por última vez a su marido Frédéric, internado en el campo de concentración de Voves.
Tras cuatro meses de interrogatorio y tortura en una celda de la Prisión de La Santé, cercana a la de Marie-José Chombart de Lauwe, fue condenada a muerte por un tribunal militar alemán encabezado por Carl-Heinrich von Stülpnagel (Feldkriegsgericht de los Kommandanten von Groß-París) el 30 de septiembre de 1942, con dieciocho coacusados que fueron ejecutados en el acto.
Como la pena de muerte para las mujeres en Francia estaba prohibida, fue deportada a Alemania el 10 de diciembre de 1942 y encerrada en prisión en Lübeck -Lauerhof. Bloch fue guillotinada en Hamburgo el 12 de febrero de 1943 en el patio del centro de detención de Holstenglacis-Wallanlagen, por el mismo verdugo que ejecutó a Sophie Scholl y Hans Scholl. El Ministro de Justicia de entonces era Otto Georg Thierack.

### Cementerio de honor
Fue enterrada en el cementerio Friedhof Ohlsdorf de Hamburgo. En 1950 sus restos mortales fueron trasladados al cementerio del antiguo Campo de concentración de Natzwiller-Struthof en Alsacia.

### El destino de la familia
Bloch se casó con Frédéric Sérazin, apodado Frédo, en mayo de 1939, un activista militante de la metalurgia. Tuvo un hijo, Ronald, nacido en enero de 1940. Frédo fue arrestado en febrero de 1940, durante el periodo de gobierno de Édouard Daladier. Estuvo internado en la fortaleza de Sisteron en marzo de 1940, pasando más tarde a Châteaubriant y al campamento de Voves. Fue asesinado por la Milicia o la Gestapo en 1944 en Saint-Etienne.  
Su abuela, Louise Laure Marie Lévy, nacida en Carling el 15 de junio de 1858, fue arrestada por la Gestapo de Montluçon, en una redada, el 12 de mayo de 1944 en Néris-les-Bains. Después fue internada en Vichy y enviada el 26 de mayo al campo de Drancy donde recibió el número de registro 23255. A pesar de su avanzada edad, por su actitud y su actividad, fue un modelo de energía, confianza y resistencia. Deportada el 30 de mayo desde Drancy al campo de concentración de Auschwitz en el convoy número 75, murió en 4 de junio de 1944 en Auschwitz. Una placa de deportados que murieron por Francia en el Monumento a los Muertos en Néris-les-Bains lleva su nombre.

## En conmemoración

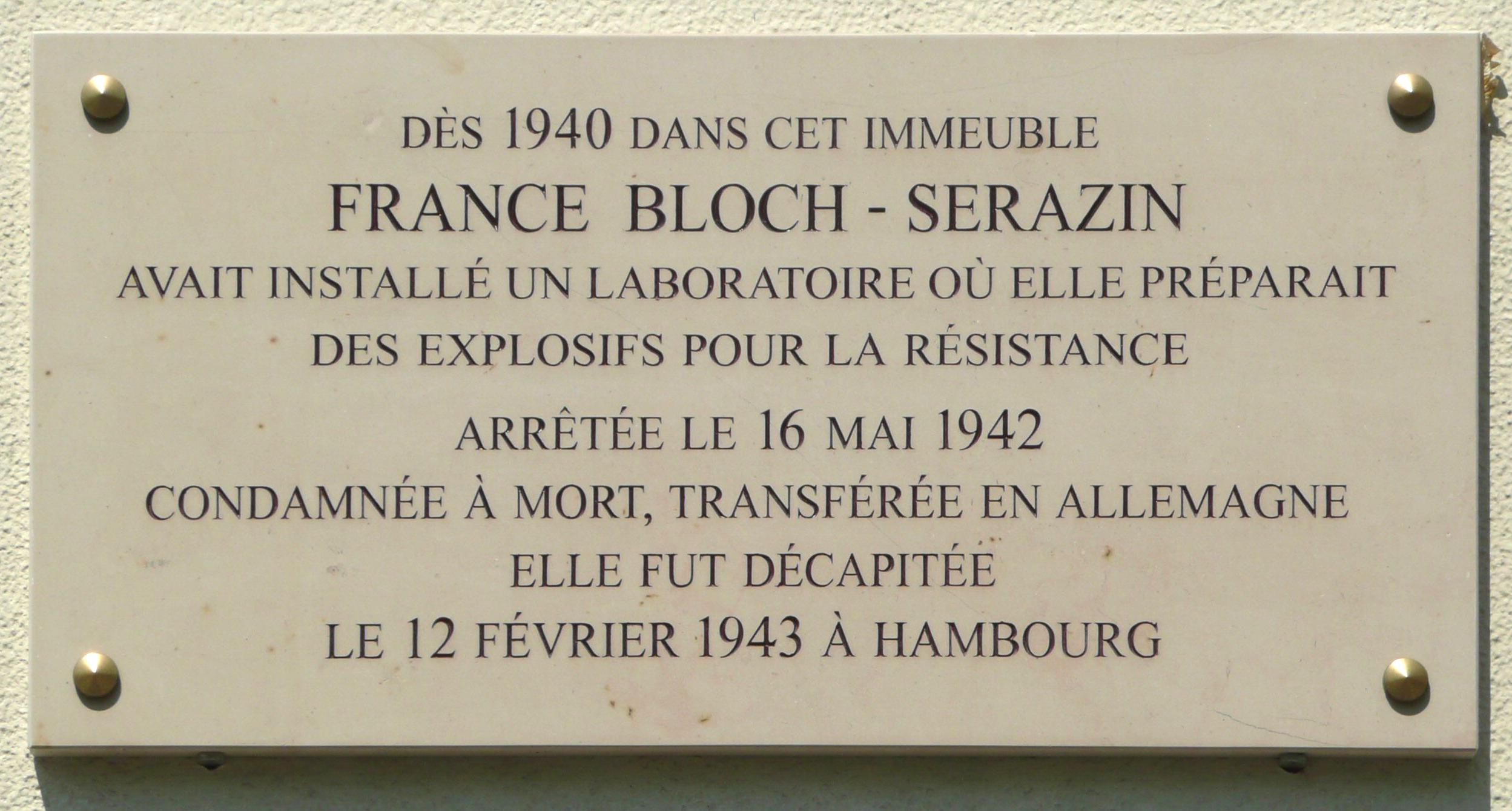
Placa sobre la fachada de la finca urbana sis 1 avenida Debidour a París en el 19.º (esquina de la avenida con el boulevard Sérurier) donde France Bloch-Sérazin había instalado un laboratorio

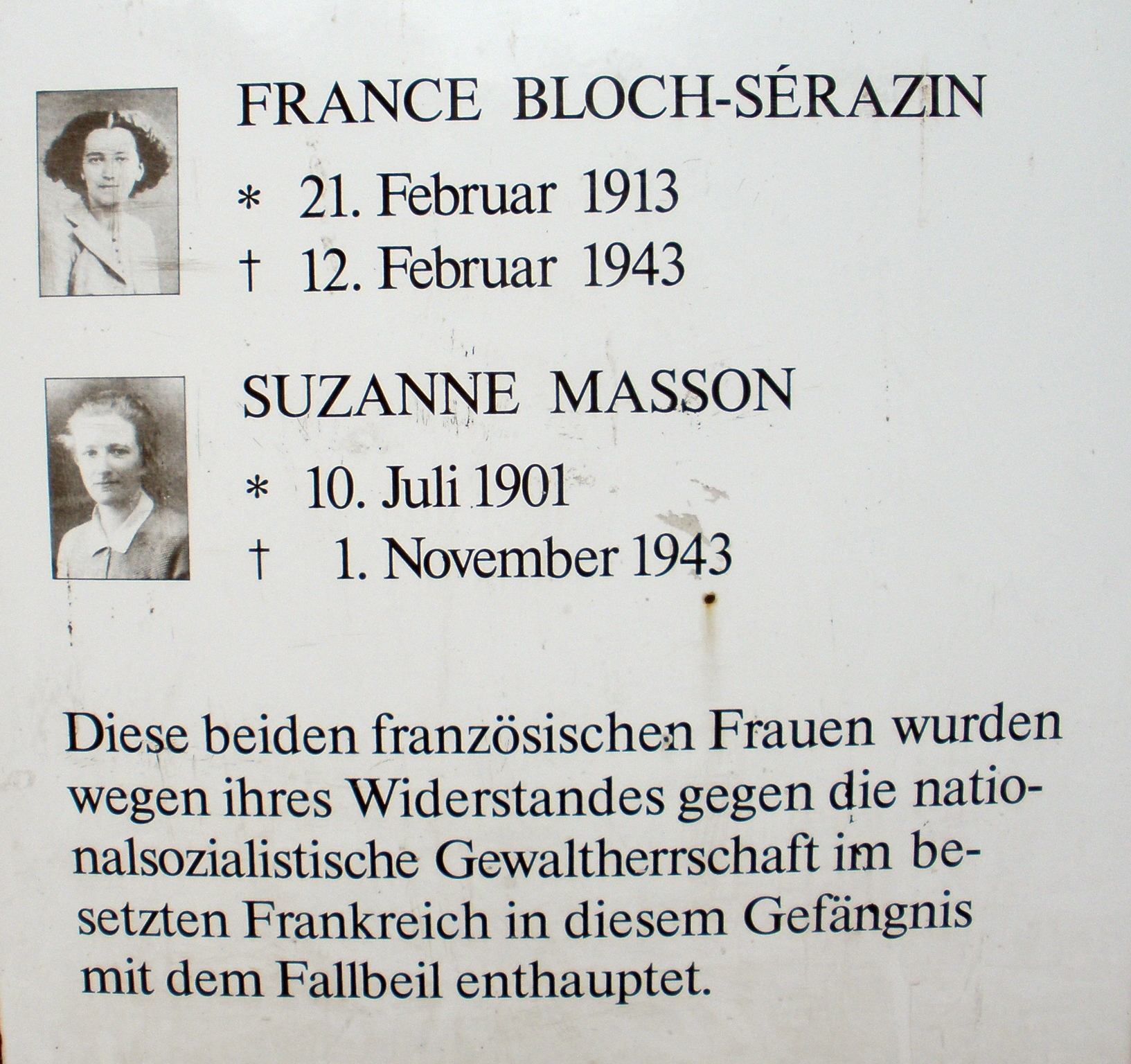
Placa conmemorativa Hamburgo

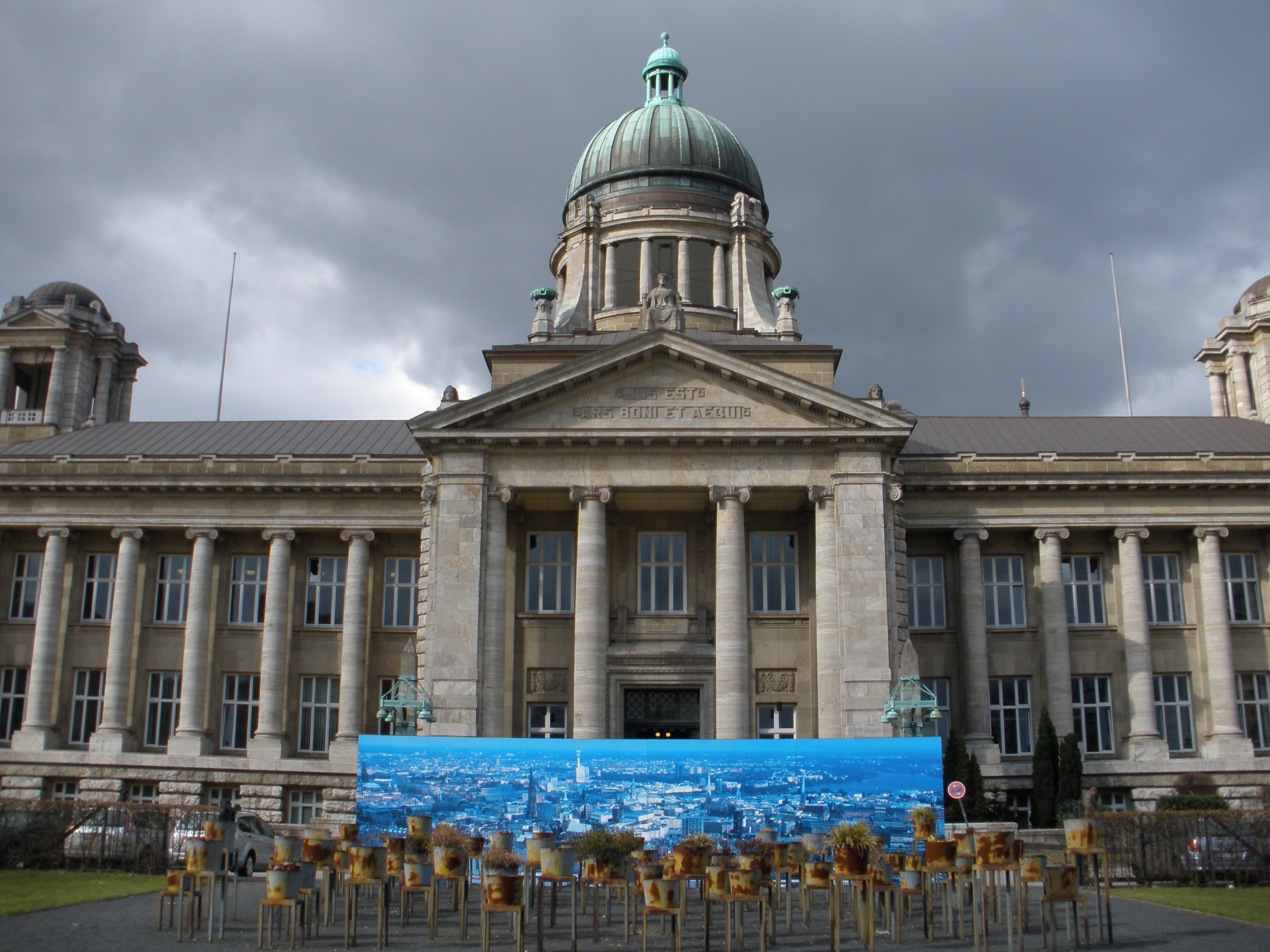
Mahnmal Hier + Jetzt a la memoria de las personas condenadas a muerte por la justicia y de las personas ejecutadas en Hamburgo durante el periodo nazi

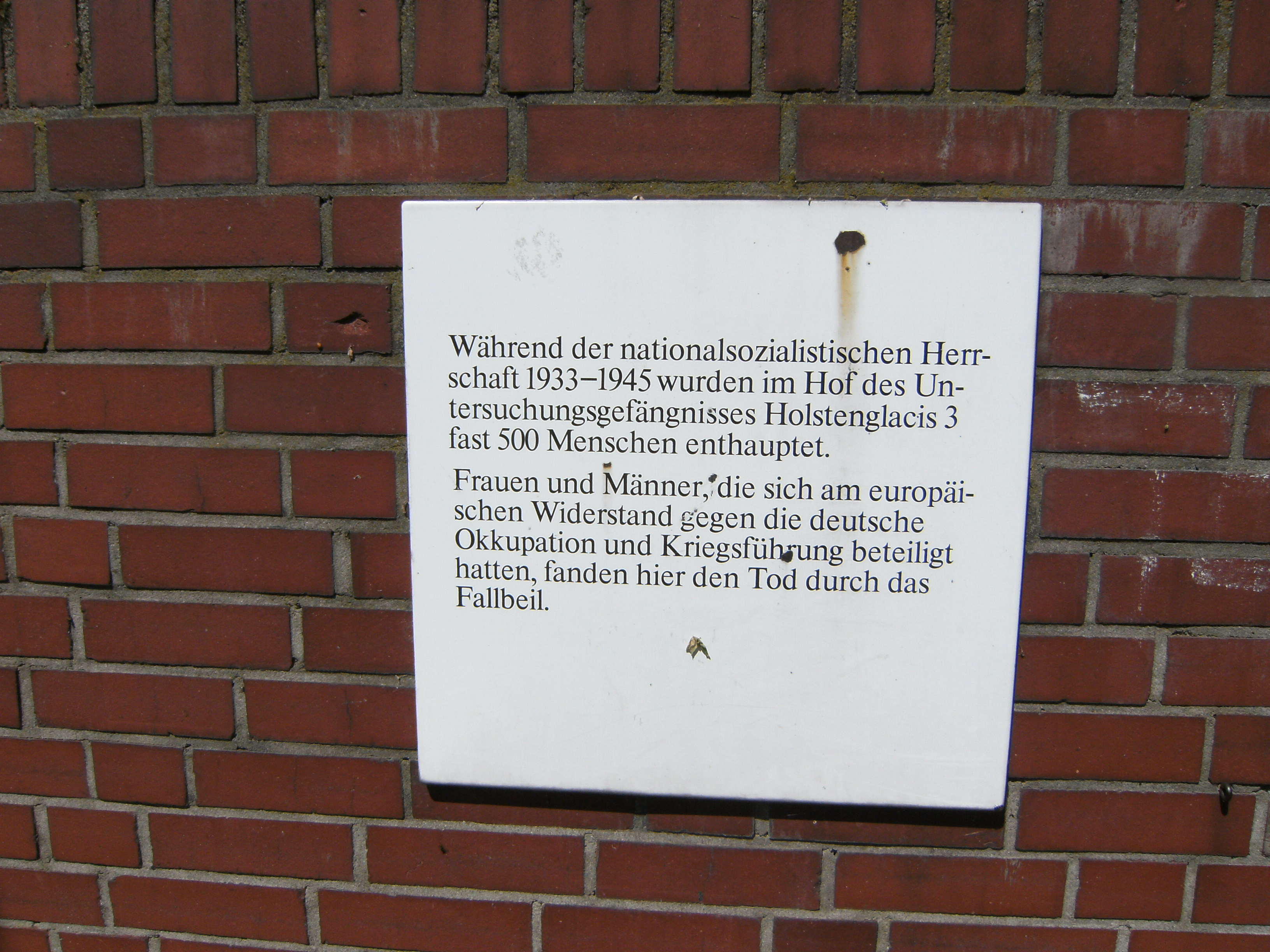
Placa conmemorativa Hamburgo, Alemania. Resistencia europea - ejecuciones

La sala polivalente del liceo Victor Hugo de Poitiers, donde fue alumna, lleva su nombre.
En el recinto de la prisión "Justizvollzugsanstalt Lübeck" de Lübeck (también llamada Lauerhof o JVA Lübeck) se descubrió en 2014 una placa conmemorativa para los dos miembros de la resistencia France Bloch-Sérazin y Suzanne Masson. France Bloch-Sérazin estuvo detenida allí desde diciembre de 1942 hasta febrero de 1943. Después, fue guillotinada en Hamburgo en el patio de la prisión. «Justizvollzugsanstalt Hamburg».
Una placa conmemorativa recuerda su paso por la universidad de Poitiers y un colegio de la ciudad lleva su nombre.
En la pared de la prisión preventiva de Holstenglacis, en Hamburgo, en el parque "Kleine Wallanlagen", se ha colocado una placa conmemorativa con su nombre y el de Suzanne Masson, guillotinada en el mismo lugar.
Está inscrito :
France Bloch-Serazin
* 21. Februar 1913 † 12. Februar 1943
Suzanne Masson
* 10. Juli 1901 † 1. November 1943

Estas dos mujeres francesas fueron decapitadas en esta prisión con el hacha de guerra por su resistencia a la tiranía nacionalsocialista en la Francia ocupada.

El monumento Hier und Jetzt es un bloque de hormigón con fecha de 1933, frente a la entrada del juzgado. Al otro lado de la bloque, visto desde la plaza del juzgado (Hanseatisches Oberlandesgericht) se encuentra una gran foto de Hamburgo en colores azules, bordeada de macetas floreadas sobre estelas de hierro. El monumento es en memoria de los condenados a muerte por los tribunales de Hamburgo y de los ejecutados durante el período nazi en el patio de la prisión.(Untersuchungsgefängnis am Holstenglacis).
En un barracón prefabricado transformado en museo, Gedänkstätte Plattenhaus Poppenbüttel, (construido por los internos del campo de Neuengamme para albergar a las víctimas de los bombardeos, y posteriormente ocupado por los trabajadores forzados) hay una foto en memoria de France Bloch-Sérazi.
Del 25 de enero de 2013 al 15 de febrero de 2013 se realizó una exposición del KZ-Gedenkstätte Neuengamme en el vestíbulo del Ayuntamiento de Hamburgo (Hamburger Rathaus) bajo el título Deserteure und andere Verfolgte der NS-Militärjustiz - Die Wehrmachtsgerichtsbarkeit in Hamburg. Uno de los paneles estaba dedicado a France Bloch-Sérazin. 
En la pared del edificio de París de Plaza del Danubio, en el distrito 19, donde Bloch-Sérazin había transformado su apartamento en un laboratorio para la preparación de explosivos, se colocó una placa conmemorativa el 4 de diciembre de 2008.
Después de su muerte, Boch-Sérazin fue condecorada con la Legión de Honor, la Medalla de la Resistencia y la Cruz de la guerra.
Una calle lleva el nombre de France Bloch-Sérazin en Blanc-Mesnil, Poitiers, Vierzon, así como una plaza en Cognac. 

## Filmografía
- (de) Francia Bloch-Sérazin. Auf den Spuren einer mutigen Frau. ("France Bloch-Sérazin. Siguiendo los pasos de una mujer valiente ”). Guion de Hans und Gerda Zorn, producción de la película Loretta Walz. 80 minutos Alemania 1993 ((de) Placa conmemorativa en París y película de Loretta Walz Archivado el 21 de mayo de 2013 en Wayback Machine. ).
- France Bloch, Frédo Sérazin  : una pareja en resistencia, película de Marie Cristiani, MCD prod / FR3 Corse, 2005.